# ديفيد دويتش
ديفيد دويتش (بالإنجليزية: David Deutsch)‏ (ولد في 18 أيار / مايو 1953)  فيزيائي إنجليزي مولود في إسرائيل ويعمل حاليا في جامعة أكسفورد. وهو أستاذ مساعد في قسم الفيزياء الذرية والليزرية في مركز حساب الكم (CQC) في مختبر كلارندون بجامعة أكسفورد. كان رائدا في مجال الحاسوب الكمومي من خلال وضع توصيف لـ آلة تورينج الكمومية، وكذلك تحديد خوارزمية مصممة لتعمل على جهاز كمبيوتر الكم. هو من الدعاة العديدية العالمين في مجال ميكانيكا الكم.

## النشأة والتعليم
ولد دويتش في حيفا في إسرائيل في 18 أيار / مايو 1953، ابن أوسكار وتكفا دويتش. التحق بمدرسة ويليام إليس  قبل قراءة العلوم الطبيعية في كلية كلير، كامبريدج وأخذ الجزء الثالث من الثلاثية الرياضية. ذهب إلى كلية ولفسون، أكسفورد للحصول على الدكتوراه في الفيزياء النظرية وكتب اطروحته في نظرية الحقل الكمومي في منحنى الزمكان.

## الحياة المهنية
عمله الرائد عن خوارزمية الكم بدأ بنشر رسالته عام 1985،  في وقت لاحق توسعت في عام 1992 جنبا إلى جنب مع ريتشارد جوزا مما أدى لانتاج خوارزمية دويتش وجوزا وهي من الأمثلة الأولى في الخوارزمية الكمية والتي هي أسرع بكثير من أي خوارزمية كلاسيكية
يعمل حاليا على نظرية الإنشاء، وهي محاولة تعميم نظرية الكم لتغطى ليس فقط الحاسوبية بل كل العمليات الفيزيائية.
جنبا إلى جنب مع كيارا مارليتو، قام بنشر رسالة في كانون الأول / ديسمبر 2014 بعنوان نظرية المعلومات الناشئة والتي تخمن أي من المعلومات يمكن التعبير عنها من حيث التحولات من النظم الفيزيائية وايها مستحيل.
حصل على جائزة ديراك من معهد الفيزياء في عام 1998،  وجائزة قمة العلم الحاسوبي في عام 2005. ودخل كتابه نسيج الواقع القائمة النهائية لجائزة بولينك العلمية في عام 1998.

## كتبه العلمية الشائعة

### نسيج الواقع
في كتاب نسيج الواقع عام 1997، شرح دويتش تفاصيله عن «نظرية كل شيء». والتي لا تهدف إلى تقليص كل شيء إلى فيزياء الجسيمات، بل الدعم المتبادل بين النظريات الحسابية والمعرفية والمبادئ التطورية. له نظرية كل شيء إلى حد ما خلطية وليست من اختزالية.
هناك «أربعة اسس» في نظريته:
1. كتاب هيو ايفرت تفسير العوالم المتعددة من فيزياء الكم «أول وأهم الاسس.»
2. كارل بوبر و نظرية المعرفة، وخاصة اعتمادة على التفاسير الواقعية للنظريات العلمية والتركيز على المتغيرات التي تؤدي لمقاومة الخطأ
3. آلان تورنج ونظريته الحسابية الخاصة والتي تم تطويرها بواسطة دويتش في مبدأ تورينج الذي عالمية آلة تورينج
4. ريتشارد دوكينز وصقل التطور الدارويني ونظرية الاصطناع التطوري الحديث

### بداية اللانهاية
كتاب دويتش الثاني بداية اللانهاية: لتفسيرات قد تغير العالم والذي نشر في 31 آذار / مارس 2011. يتحدث دويتش في هذا الكتاب عن التنوير من القرن 18 على قرب بداية تسلسل لا نهائي محتمل من المعرفة الخلاقة بدون هدف. حيث فيه يدرس طبيعة الميمات وكيف ولماذا تطور الإبداع في البشر.

## الآراء
دويتش عالم ملحد. وهو أيضا عضو مؤسس في اسلوب التربية والتعليم  المعروف باسم أخذ الأطفال على محمل الجد.

## وصلات خارجية
- ديفيد دويتش في مؤتمر تيد